# Maman, ne me laisse pas m'endormir
Pour plus de détails, voir Fiche technique et Distribution.
Maman, ne me laisse pas m'endormir est un téléfilm franco-belge réalisé par Sylvie Testud, diffusé pour la première fois en Belgique sur La Une le 18 octobre 2022 et en France le 26 avril 2023 sur France 2.
Ce drame, qui est une coproduction d'Incognita Télévision, France Télévisions, Be-FILMS et la RTBF (télévision belge) réalisée avec le soutien de la région Grand Est et de l'Eurométropole de Strasbourg,,, est une adaptation du livre autobiographique du même nom publié par Juliette Boudre aux Éditions de l'Observatoire,,.

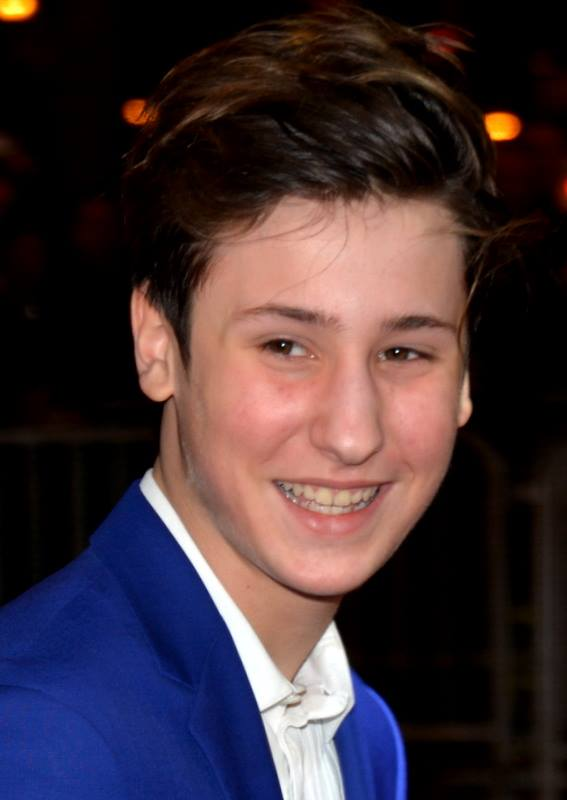
Nemo Schiffman.

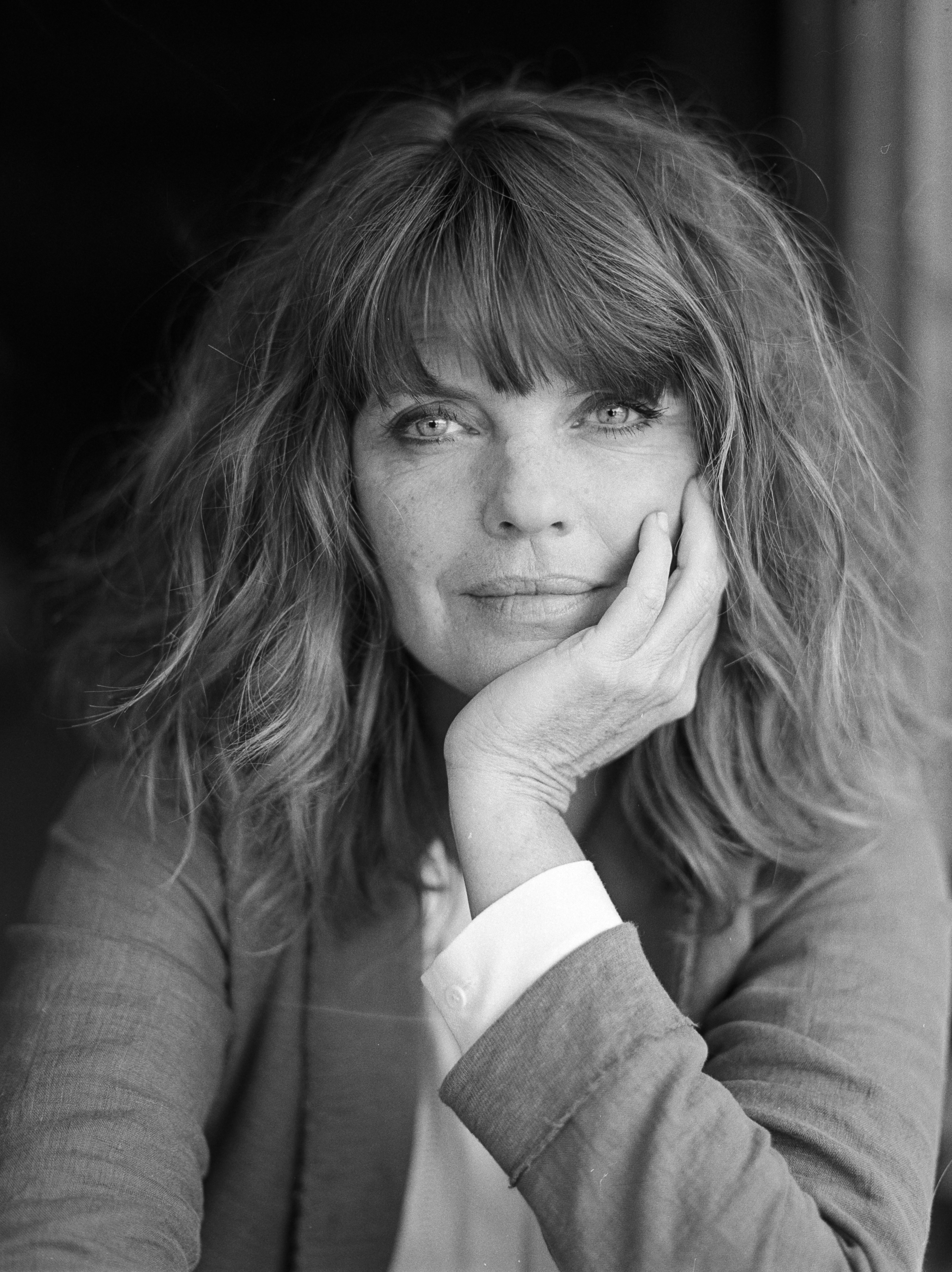
Gwendoline Hamon.

## Synopsis
À l'internat de Notre-Dame de Bellegare, le jeune Joseph devient accro aux médicaments. Sa mère Juliette découvre son addiction et, en accord avec son ex-mari Vincent et avec son compagnon actuel Paul, elle décide en un premier temps de faire suivre Joseph par une psychiatre puis, en un deuxième temps, de le faire admettre dans un centre de désintoxication.
Joseph ne supporte pas le centre, où il est confronté à des cas très durs, dont des héroïnomanes au comportement agressif. Il ne va donc pas jusqu'au bout de sa cure mais il surmonte son addiction avec l'aide de sa mère Juliette, de son frère Max, de son père Vincent qui a connu les mêmes problèmes durant sa jeunesse, et même de son beau-père Paul qui met tout en œuvre pour développer une certaine complicité avec lui.
Il fréquente même avec succès les réunions des Narcotiques anonymes, jusqu'à y faire une rencontre funeste qui mènera à l'issue fatale.

## Fiche technique
Sauf indication contraire, les informations mentionnées dans cette section peuvent être confirmées par les bases de données cinématographiques IMDb et Allociné,  présentes dans la section « Liens externes ».
- Titre français : Maman, ne me laisse pas m'endormir
- Réalisation : Sylvie Testud[1],[3],[5]
- Scénario : Nathalie Hugon, Juliette Boudre et Lorraine Lévy[4]
- Musique : Christophe La Pinta[3]
- Décors : Tony Egry[3]
- Son : François De Morant[3]
- Costumes : Charlotte Betaillole
- Photographie : Pénélope Pourriat[3]
- Montage : Julia Gregory[3]
- Production : Édouard de Vesinne[3],[4]
- Sociétés de production : Incognita Télévision, France Télévisions, Be-FILMS et la RTBF (télévision belge)[1],[2]
- Pays de production :  France /  Belgique
- Langue originale : français
- Format : couleur[5]
- Genre : Drame
- Durée : 90 minutes[1]
- Dates de première diffusion :
  - Belgique : 18 octobre 2022 sur La Une[2],[6],[7],[8]
  - France : 26 avril 2023 sur France 2

## Distribution
- Nemo Schiffman : Joseph
- Gwendoline Hamon : Juliette
- Gérard Lanvin : Vincent
- Michaël Youn : Paul
- Ruben Voyer : Max
- Johann Di Rienzo : César
- Sylvie Testud : Sophie
- Marilyne Canto : la directrice du centre de désintoxication
- Louna Espinosa : Yasmine

## Production

### Genèse et développement
Par son livre, Juliette Boudre veut alerter sur les dangers de l'addiction aux opiacés, qui a tué son fils Joseph à l'âge de 18 ans : « Si la jeunesse peut lire ce livre, et s'identifier peut-être ou pas, et avoir peur… si seulement ça peut leur faire peur, parce que ça mène à la mort ».
Dans un entretien accordé à Noémie Jadoulle de la RTBF (télévision belge) lors du Festival de la Fiction de La Rochelle, Sylvie Testud, dont il s'agit du deuxième film en tant que réalisatrice, confie : « J'ai fait la rencontre avec cette histoire “à l'envers “ : j'ai d'abord lu le scénario, puis le roman. Je n'ai rien transformé de l'histoire, car elle était déjà suffisamment forte. Il suffisait ensuite que je l'investisse ».

### Attribution des rôles
Gwendoline Hamon, présente aux côtés de Sylvie Testud lors de l'entrevue de celle-ci avec la RTBF à La Rochelle et qui est une amie proche de Juliette Boudry, n'aurait jamais pensé un jour interpréter son rôle : « Elle m'avait informé que c'était Sylvie qui allait tourner le film et je lui ai d'emblée dit : “C'est génial que ça tombe sur elle“ ; mais je ne pensais pas du tout que j'allais l'incarner ».
La comédienne a abordé le rôle comme un personnage « et non pas comme la Juliette que je connais », avec une distance qu'elle a réussi à trouver grâce à la direction de Sylvie Testud : « Souvent, à la télévision, on n'est pas vraiment dirigé, et Sylvie est une vraie directrice d'acteurs. Elle m'a emmené là où elle devait m'emmener. Elle savait exactement ce qu'elle voulait. Ça a été un mélange de ce que je ressentais et de sa vision ».
La réalisatrice Sylvie Testud, pour sa part, interprète le rôle de la tante de Joseph.
Gérard Lanvin interprète le père de Joseph : « C'est de la transmission en fait, sur des choses qui nous touchent de très près, c'est-à-dire les enfants. Nos adolescents, ceux à qui on ne promet plus rien, ceux qu'on a laissés de côté, sans rêves, sans possibilités ».
Le jeune comédien Nemo Schiffman, qui interprète le rôle de Joseph et a remporté pour ce rôle le prix de la meilleure interprétation masculine au Festival de la fiction de La Rochelle 2022, ressent une émotion particulière dans le fait de jouer le rôle d'une "vraie personne" : « C'est une expérience assez spéciale… On se sent responsable par rapport à la famille, aux amis (de Joseph). Pour moi, c'est un honneur de porter cette histoire à l'image ».

### Tournage
Le tournage se déroule en décembre 2021 en Alsace, entre autres à l'hôpital de Brumath au nord de Strasbourg.

## Distinction
Le téléfilm est présenté le 15 septembre 2022 au Festival de la fiction de La Rochelle 2022.
Le 17 septembre, le jury présidé par la comédienne Sandrine Bonnaire, décerne le prix de la meilleure interprétation masculine à Nemo Schiffman pour son rôle dans Maman, ne me laisse pas m'endormir,,,,,,.

## Diffusions et audience
En Belgique, le téléfilm, diffusé le 18 octobre 2022 sur la Une, est regardé par 200 819 téléspectateurs.
En France, diffusé le 26 avril 2023 sur France 2, il est regardé par 3 596 000 téléspectateurs et se classe premier en termes d'audience.